# Nasser al-Qudwa
Nasser Al Qudwa (en árabe: ناصر القدوة‎), nacido en 1953, es un político y diplomático palestino, sobrino de Yasir Arafat. Entre 1991 y 2005 se desempeñó como representante de la Organización para la Liberación de Palestina (OLP) y la Autoridad Nacional Palestina ante la Organización de las Naciones Unidas.

## Biografía

### Primeros años y educación
Nació en 1953 y asistió a la Universidad de El Cairo, donde estudió medicina y obtuvo un Doctorado en Odontología en 1979. Luego se convirtió en miembro ejecutivo de la Media Luna Roja Palestina.

### Carrera
Se unió a Fatah en 1969. Se convirtió en presidente de la Unión General de Estudiantes Palestinos en 1974. También es miembro del comité central de Fatah, desempeñándose entre 1981 y 1986, y luego desde 1999 hasta la actualidad. En 1975 fue elegido miembro del Consejo Nacional Palestino.
Representó a su tío Arafat y a la Organización para la Liberación de Palestina como observador no oficial en las Naciones Unidas en 1987, y luego como observador permanente en 1991, con rango de embajador. Allí, en 1998 logró mejorar el estatus de Palestina en las Naciones Unidas, otorgando a la delegación palestina derechos y privilegios adicionales. En febrero de 2005 fue nombrado Ministro de Asuntos Exteriores del Gobierno de la Autoridad Palestina. Se desempeñó como representante Especial Adjunto de las Naciones Unidas en Afganistán en la Misión de Asistencia de las Naciones Unidas (UNAMA).
Formó parte de la campaña diplomática presentada en la ONU contra la barrera israelí de Cisjordania, que culminó con la resolución de la Asamblea General de las Naciones Unidas del 8 de diciembre de 2003, que recurrió a la Corte Internacional de Justicia para solicitar su opinión consultiva no vinculante sobre la legalidad de la barrera.
En marzo de 2012, Kofi Annan lo designó Mediador Adjunto de la misión especial a Siria realizada por la ONU y la Liga Árabe. Allí fue responsable de los contactos con los grupos de oposición sirios. En 2014 renunció a su puesto.

### Vida personal
Vive en la ciudad de Nueva York, donde es el director de la Fundación Yasir Arafat.